# Mary Cassatt
Mary Stevenson Cassatt (/ kəˈsæt /; 22. maj 1844 - 14. junij 1926) je bila ameriška slikarka in grafičarka. Rodila se je v mestu Allegheny v Pensilvaniji (danes del severne strani Pittsburga), vendar je večji del svojega odraslega življenja živela v Franciji, kjer se je najprej spoprijateljila z Edgarjem Degasom in kasneje razstavljala med impresionisti. Cassattova je pogosto ustvarjala podobe iz družbenega in zasebnega življenja žensk, s posebnim poudarkom na intimnih vezeh matere in otroka.
Leta 1894 jo je Gustave Geffroy opisal kot eno izmed les trois grandes dames ('treh velikih dam') impresionizma, skupaj z Marie Bracquemond in Berthe Morisot . Leta 1879 jo je Diego Martelli primerjal z Degasom, saj sta si oba prizadevala prikazati gibanje, svetlobo in oblikovanje v najsodobnejšem smislu.

## Zgodnje življenje
Cassattova se je rodila v mestu Allegheny v Pensilvaniji, ki je zdaj del Pittsburga. Rodila se je v družini višjega srednjega razreda: njen oče Robert Simpson Cassat (pozneje Cassatt) je bil uspešen borzni posrednik in zemljiški špekulant. Izhajal je iz francoskega hugenota Jacquesa Cossarta, ki je leta 1662 prišel v New Amsterdam. Njena mati Katherine Kelso Johnston je izhajala iz bančne družine. Katherine Cassatt, izobražena in dobro načitana, je močno vplivala na hčer. V ta namen je Cassattova vseživljenjska prijateljica Louisine Havemeyer zapisala v svojih spominih: »Vsak, ki je imel privilegij poznati mamo Mary Cassatt, bi takoj vedel, da je [Mary] podedovala njene sposobnosti.« Ime prednika je bilo Cossart. Oddaljeni bratranec umetnika Roberta Henrija, Cassatt je bil eden od sedmih otrok, od katerih sta dva umrla v povojih. En brat Alexander Johnston Cassatt je pozneje postal predsednik železnice v Pensilvaniji. Družina se je preselila na vzhod, najprej v Lancaster v Pensilvaniji, nato v območje Filadelfije, kjer je šolanje začela pri šestih letih.
Cassattova je odraščala v okolju, ki je potovanje obravnavalo kot sestavni del izobraževanja; pet let je preživela v Evropi in obiskala številne prestolnice, vključno z Londonom, Parizom in Berlinom. V tujini se je učila nemščino in francoščino ter imela prve lekcije risanja in glasbe. Verjetno je bila njena prva razstava francoskih umetnikov Jean Auguste Dominique Ingresa,  Delacroixa, Camille Corota in Gustave Courbeta na pariškem svetovnem sejmu leta 1855. Na razstavi sta bila tudi Edgar Degas in Camille Pissarro, oba sta bila pozneje njena sodelavca in mentorja. 
Čeprav je njena družina nasprotovala temu, da je postala profesionalna umetnica, je Cassattova že s 15. leti začela študirati slikarstvo na Akademiji za likovno umetnost v Pensilvaniji v Filadelfiji. Del zaskrbljenosti njenih staršev je morda bila izpostavljenost Cassattove feminističnim idejam in boemsko vedenje nekaterih moških študentov. Cassattova in njena mreža prijateljev so bili vse življenje zagovorniki enakih pravic med spoloma. Čeprav je bilo približno 20 odstotkov študentk ženskega spola, so umetnost gledali kot družbeno dragoceno znanje; nekateri od njih so bili odločeni, kot je bila Cassattova, da se bodo umetniško udejstvovali. Študij je nadaljevala od leta 1861 do 1865, v času ameriške državljanske vojne. Med študenti je bil tudi Thomas Eakins, pozneje kontroverzni direktor akademije.
Nestrpna s počasnim tempom poučevanja in pokroviteljskim odnosom moških študentov in učiteljev se je odločila, da bo stare mojstre študirala sama. Pozneje je dejala: »Na Akademiji ni bilo poučevanja«. Študentke niso mogle uporabljati živih modelov, glavni trening pa je bil predvsem risanje iz mavčnih odlitkov.9
Cassattova se je odločila končati študij: takrat še ni bila podeljena nobena diploma. Potem ko je premagala očetovo nasprotovanje, se je leta 1866 preselila v Pariz, z mamo in družinskimi prijatelji pa je nastopala kot chaperones. Ker ženske še niso mogle obiskovati École des Beaux-Arts, se je Cassattova prijavila na zasebni študij pri mojstrih iz šole in bila je sprejeta na študij pri Jean-Léonu Gérômeu, zelo cenjenem učitelju, znanem po svoji hiperrealistični tehniki in njegovim upodobitvam eksotičnih predmetov. (Nekaj mesecev pozneje je Gérôme sprejel tudi Eakinsa kot študenta.) Cassattova je svoje umetniško usposabljanje z vsakodnevnim kopiranjem v Louvru nadgradila in pridobila potrebno dovoljenje, ki je bilo potrebno za nadzor nad 'kopisti', običajno nizko plačanimi ženskami, ki so vsak dan polnili muzej, da so slikale kopije za prodajo. Muzej je služil tudi kot družabno mesto za Francoze in ameriške študentke, ki tako kot Cassattova niso smele obiskovati kavarn, kjer se je družila avantgarda. Na ta način se je kolegica umetnica in prijateljica Elizabeth Jane Gardner srečala in poročila s slavnim akademskim slikarjem Williamom-Adolpheom Bouguereau.
Proti koncu leta 1866 se je pridružila slikarskemu razredu, ki ga je poučeval znani žanrski umetnik Charles Chaplin. Leta 1868 je Cassattova študirala tudi pri umetniku Thomasu Coutureju, katerega predmeti so bili večinoma romantični in urbani. Na potovanjih po podeželju so se učenci lotili življenja, zlasti kmetov, ki so se ukvarjali s svojimi dnevnimi dejavnostmi. Leta 1868 je izbirna žirija za Pariški salon prvič sprejela eno njenih slik, Igralka mandoline. Z Elizabeth Jane Gardner, katere delo je tisto leto tudi sprejela žirija, je bila Cassattova ena od dveh Američank, ki sta prvič razstavljali v Salonu. Igralka mandoline je v romantičnem slogu Corota in Coutureja in je ena od samo dveh slik iz prvega desetletja njene kariere, ki je danes dokumentirana.
Francoska umetniška scena se je spreminjala, saj so se radikalni umetniki, kot sta Courbet in Manet, poskušali prebiti od sprejete akademske tradicije in impresionisti so bili v formativnih letih. Cassattina prijateljica Eliza Haldeman je doma napisala, da umetniki »zapuščajo akademski slog in vsak išče novo pot. Posledično je zdaj vse kaos.« Cassattova je po drugi strani še naprej delala na tradicionalen način in oddajala dela na Salon več kot deset let, z vedno večjo frustracijo.
Ko se je konec poletja 1870 vrnila v ZDA - ko se je začela francosko-pruska vojna, je Cassattova živela z družino v Altooni. Njen oče se je še naprej upiral izbrani poklicanosti in plačeval njene osnovne potrebe, ne pa njenih umetniških potrebščin. Cassattova je dve sliki postavila v newyorško galerijo in našla veliko občudovalcev, a ne kupcev. Prestrašena je bila tudi zaradi pomanjkanja slik za študij, medtem ko je bivala v svoji poletni rezidenci. Razmišljala je celo, da bi se odrekla umetnosti, saj je bila odločena za samostojno življenje. V pismu iz julija 1871 je zapisala: »Odpovedala sem se svojemu ateljeju in raztrgala očetov portret. Šest tednov se nisem dotaknila čopiča in se ga ne bom nikoli več, dokler ne vidim možnosti, da se vrnem v Evropo. Zelo sem nestrpna, da bi naslednjo jesen odšla na zahod in se zaposlila, pa se še nisem odločila, kam.«
Cassattova je odpotovala v Čikago, da bi preizkusila srečo, vendar je izgubila nekaj svojih zgodnjih slik v velikem čikaškem požaru 1871. Kmalu zatem je njeno delo pritegnilo pozornost nadškofa v Pittsburgu, ki ji je naročil poslikati dve kopiji slik Correggia v Parmi v Italiji, saj ji je nakazal dovolj denarja za pokritje potnih stroškov in del bivanja. V navdušenju je zapisala: »O kako divja sem, da se lotim dela, moji prsti močno srbijo, oči pa mi zalijejo solze, ko vidim spet lepo sliko.« Z Emily Sartain, sodelavko iz dobro cenjene umetniške družine iz Filadelfije, se je Cassattova ponovno odpravila v Evropo.

## Impresionizem
V mesecih po vrnitvi v Evropo jeseni 1871 so se Cassattine možnosti še povečale. Njena slika Dve ženski, ki mečeta cvetje med karnevalom, je bila lepo sprejeta na Salonu leta 1872 in je bila prodana. V Parmi je pritegnila veliko ugodnega zanimanja, tamkajšnja umetniška skupnost pa jo je podpirala in spodbujala: »Vsa Parma govori o gospodični Cassatt in njeni sliki; vsi jo poznajo.«
Po končanem naročilu za nadškofa je Cassattova odpotovala v Madrid in Seviljo, kjer je naslikala skupino slik španskih predmetov, med njimi Špansko plesalko, ki nosi čipko Mantillo (1873, v Nacionalnem muzeju ameriške umetnosti, Smithsonian Institution). Leta 1874 se je odločila za prebivanje v Franciji. Pridružila se ji je sestra Lidija, ki si je z njo delila stanovanje. Cassattova je v Parizu odprla studio. Sestra Louise May Alcott, Abigail May Alcott, je bila takrat študentka umetnosti v Parizu in je obiskala Cassattovo. Ta je še naprej kritizirala politiko Salona in običajnega okusa, ki je tam prevladoval.
Cassattova je videla, da so bila dela umetnic pogosto zavrnjena s prezirom, razen če je imela umetnica prijatelja ali zaščitnika pri poroti in se ne bi spogledovala s porotniki, da bi si želela naklonjenosti. Njen cinizem je narasel, ko je žirija zavrnila eno od dveh slik, ki jih je poslala leta 1875 in ju sprejela naslednje leto, potem ko je zatemnila ozadje. Prepirala se je s Sartainom, ki se mu je zdela preveč odkrita in sebična, na koncu pa sta se razšla. Cassattova se je zaradi svoje stiske in samokritičnosti odločila, da se mora odmakniti od žanrskih slik in k bolj modnim temam, da bi privabila portretna naročila ameriških socialistov v tujini, vendar je ta poskus sprva prinesel malo sadov.
Leta 1877 sta bili obe njeni vlogi zavrnjeni in prvič po sedmih letih na Salonu ni imela nobenih del. Na tej točki njene kariere jo je Edgar Degas povabil, da bi svoja dela prikazala skupaj z impresionisti, skupino, ki je leta 1874 začela z lastnimi serijami neodvisnih razstav z veliko spremljevalnimi razlogi. Impresionisti (znani tudi kot 'neodvisni' ali 'nepopustljivi') niso imeli nobenega formalnega manifesta in so se glede vsebine in tehnike precej razlikovali. Nagibali so se k plen air – plenerističnemu slikanju in uporabi živih barv v ločenih potezah z malo predhodnega mešanja, kar očesu omogoča, da rezultate združi na 'impresionistični' način. Impresionisti so že več let prejemali gnev kritikov. Henry Bacon, prijatelj Cassattove, je menil, da so impresionisti tako radikalni, da so bili »prizadeti z neko doslej neznano očesno boleznijo«. Imeli so že eno žensko članico, umetnico Berthe Morisot, ki je postala Cassattina prijateljica in sodelavka. 
Cassattova je občudovala Degasa, čigar pasteli so nanjo naredili močan vtis, ko jih je leta 1875 videla na oknu trgovca z umetninami. »Včasih sem si s tem oknom mazala nos in vpijala vse, kar sem lahko od njegove umetnosti«, se je pozneje spomnila . »To mi je spremenilo življenje. Takrat sem videla umetnost, kot sem jo hotela videti.« Povabilo Degasa je z navdušenjem sprejela in začela pripravljati slike za naslednjo impresionistično razstavo, načrtovano za leto 1878, ki je (po preložitvi zaradi svetovnega sejma) potekala 10. aprila 1879. Počutila se je udobno z impresionisti in se z navdušenjem pridružila njihovi izjavi ter izjavila: »vodimo obupni boj in potrebujemo vse svoje sile«. Ker z njimi ni mogla obiskati kavarn, ne da bi pritegnila neugodno pozornost, se je z njimi srečala zasebno in na razstavah. Zdaj je upala na komercialni uspeh s prodajo slik prefinjenim Parižankam, ki so imele raje avantgardo. Njen slog je med dvema letoma dobil novo spontanost. Pred tem je umetnica, vezana v studio, sprejela prakso, da je s seboj nosila skicirko in zunaj ali v gledališču snemala prizore, ki jih je videla. .
Leta 1877 sta se Cassattovi v Parizu pridružila oče in mati, ki sta se vrnila s sestro Lidijo, na koncu pa si je delila veliko stanovanje v petem nadstropju 13, Avenue Trudaine, (48°52′54″N 2°20′41″E / 48.8816°N 2.3446°E). Marija je cenila njuno druženje, saj se niti ona niti Lydia nista poročili. Narejen je bil primer, da je Marija trpela zaradi narcisoidnih motenj in nikoli ni dokončala priznanja sebe kot osebe zunaj orbite svoje matere.  Mary se je že zgodaj v življenju odločila, da bo poroka nezdružljiva s kariero. Lydia, ki jo je pogosto likala njena sestra, je trpela zaradi ponavljajočih se obolenj, njena smrt leta 1882 pa je Cassattovi začasno prekinila delo.
Cassattin oče je vztrajal, da se s prodajo, ki je bila še vedno majhna, pokrije njen studio in zaloge. V strahu, da bi morala slikati potbolerje, da bi se preživljala, se je Cassattova prijavila za izdelavo kakovostnih slik za naslednjo razstavo impresionistov. Tri njena najbolj dovršena dela iz leta 1878 so bila Portret umetnika (avtoportret), Deklica v modrem naslanjaču in Branje Le Figaroja (portret mame).
Degas je imel pomemben vpliv na Cassattovo. Oba sta bila v uporabi materialov zelo eksperimentalna in sta v številnih delih poskušala iztrebljati vodne in kovinske barve, na primer Ženska stoji dežeč pahljačo, 1878-79 (Muzej ameriške umetnosti Amon Carter).
Postala je izjemno spretna v uporabi pastelov, sčasoma je v tem mediju ustvarila veliko svojih najpomembnejših del. Degas jo je predstavil tudi jedkanju, saj je bil priznan mojster. Oba sta nekaj časa delala drug ob drugem in njeno risanje je dobilo pod njegovim skrbništvom veliko moči. Upodobil jo je v seriji jedkanic, ki so snemale njuna potovanja v Louvre. Hranila je njegovo prijateljstvo, vendar se je naučila, da ne pričakuje preveč od njegove razgibane in temperamentne narave, potem ko ga je nenadoma opustil predlagani časopis, namenjen tisku. Prefinjen in dobro oblečen Degas, takrat petinštiridesetletnik, je bil dobrodošel gost za večerjo v rezidenci Cassattovih, prav tako tudi oni v njegovih soarées. 
Razstava impresionistov leta 1879 je bila doslej najuspešnejša, kljub odsotnosti Renoirja, Sisleyja, Maneta in Cézanna, ki so na Salonu še enkrat poskušali pridobiti priznanje. Skupina je s prizadevanji Gustava Caillebotteja, ki je organiziral in podpisal razstavo, prinesla dobiček in prodala veliko del, čeprav so se kritike nadaljevale tako ostro kot doslej. Revue des Deux Mondes je zapisal: »M. Degas in Mlle. Cassatt sta kljub temu edina umetnika, ki se razlikujeta ... in ki ponujata nekaj privlačnosti in izgovora v pretenciozni predstavi o okenskih oblačilih in infantilnem mazanju«.
Cassattova je prikazala enajst del, med njimi Lidijo v loži, ki noši biserno ogrlico (Ženska v loži). Čeprav so kritiki trdili, da so bile Cassattine barve preveč svetle in da so njeni portreti preveč natančni, da bi laskali temam, njeno delo ni bilo barbarsko kot Monetovo, katerega okoliščine so bile najbolj obupne od vseh takratnih impresionistov. Svoj delež dobička je porabila za nakup dela Degasa in enega Monetovega. Sodelovala je na impresionističnih razstavah, ki sta sledili v letih 1880 in 1881, aktivna članica impresionističnega kroga pa je ostala do leta 1886. Leta 1886 je Cassattova priskrbela dve sliki za prvo razstavo impresionistov v ZDA, ki jo je organiziral trgovec z umetninami Paul Durand-Ruel. Njena prijateljica Louisine Elder se je leta 1883 poročila s Harryjem Havemeyerjem, s Cassattovo kot svetovalko pa je par začel na veliko zbirati impresioniste. Večina njihove obsežne zbirke je danes v Metropolitanskem muzeju umetnosti v New Yorku.
Cassattova je v tem obdobju naredila tudi več portretov družinskih članov, med katerimi je Portret Aleksandra Cassatta in njegovega sina Roberta Kelso (1885) eden najbolj cenjenih. Cassattin slog se je nato razvil in od impresionizma se je oddaljila na enostavnejši in bolj neposreden pristop. Svoja dela je začela razstavljati tudi v newyorških galerijah. Po letu 1886 se ni več poistovetila z nobenim umetniškim gibanjem in je eksperimentirala z različnimi tehnikami.

## Feministična stališča in 'Nova ženska'
Cassattova in njene sodobnice so uživale v valu feminizma, ki se je zgodil v 1840-ih, kar jim je omogočilo dostop do izobraževalnih ustanov na novoustanovljenih kolidžih in univerzah, kot sta Oberlin in univerza v Michiganu. Prav tako so v tem času svoja vrata odprle tudi ženske šole, kot so Vassar, Smith in Wellesley. Cassatova je bila odkrita zagovornica enakosti žensk, s svojimi prijatelji se je v 1860-ih borila za enake štipendije za študente in volilno pravico.
Mary Cassatt je z ženske perspektive upodobila 'Novo žensko' 19. stoletja. Kot uspešna, visoko usposobljena umetnica, ki se ni nikoli poročila, je Cassattova - kot Ellen Day Hale, Elizabeth Coffin, Elizabeth Nourse in Cecilia Beaux - poosebljala 'novo žensko'. »Sprožila je globoke začetke pri poustvarjanju podobe novih žensk, ki so izvirale iz vpliva njene inteligentne in aktivne matere Katherine Cassatt, ki je verjela v izobraževanje žensk, ki so znane in družbeno aktivne. Upodobljena je v sliki Branje Le Figaroja (1878).
Čeprav Cassattova pri svojem delu ni izrecno dajala političnih izjav o pravicah žensk, je bil njen umetniški prikaz žensk dosledno narejen dostojanstveno in s predlogom globljega, smiselnega notranjega življenja. Nasprotovala je, da je stereotipna kot ženska umetnica, podprla je volilno pravico žensk in leta 1915 na razstavi predstavila osemnajst del, ki podpirajo gibanje, ki ga je organizirala Louisine Havemeyer, predana in aktivna feministka. Razstava jo je spravila v konflikt s svojo svakinjo Eugenie Carter Cassatt, ki je bila protivolilna in ki je bojkotirala predstavo skupaj z družbo Philadelphia na splošno. Cassattova se je odzvala s prodajo svojega dela, ki je bilo sicer namenjeno njenim dedičem. Zlasti Čolnarjenje, za katero velja, da jo je navdihnilo rojstvo hčerke Eugenie Ellen Mary, je kupila Nacionalna galerija v Washingtonu.

## Razmerje z Degasom
Cassattova in Degas sta dolgo sodelovala. Studije sta imela blizu skupaj, Cassattova na 19, rue Laval,  Degas na 4, rue Frochot, manj kot pet minut narazen. Degas  se je navadil pogledati v njen atelje in ji svetovati in ji pomagati pri oblikovanju modelov.
Imela sta veliko skupnega: v umetnosti in literaturi sta si delila podobne okuse, prišla sta iz bogatih okolij, v Italiji sta študirala slikarstvo in oba sta bila samostojna, nikoli se nista poročila. Stopnje intimnosti med njima zdaj ni mogoče oceniti, saj nobeno pisanje ni ohranjeno, vendar je malo verjetno, da bi bila v razmerju glede na njuno konservativno družbeno ozadje in močna moralna načela. Več pisem Vincenta van Gogha dokazuje Degasovo spolno kontinenco. Degas je predstavil Cassattovi pastel in graviranje, oba je hitro obvladala, medtem ko je bila Cassattova v pomoč, da je Degas prodal svoje slike in promoviral svoj ugled v Ameriki.
Potem ko so se starši in sestra Lydia leta 1877 pridružili Cassattovi v Parizu, so Degas, Cassattova in Lydia pogosto zahajali v Louvre in skupaj preučevali umetnine. Degas je ustvaril dva odtisa, ki sta se odlikovala po tehnični inovaciji, upodabljala je Cassattovo v Louvru, ko je gledala umetnine, medtem ko Lydia bere vodnik. Te so bile namenjene tiskani reviji, ki jo je načrtoval Degas (skupaj s Camille Pissarrojem in drugimi), ki se ni nikoli uresničila. Cassattova je pogosto pozirala Degasu, zlasti za serijo, ko je preizkušala klobuke.
Okrog leta 1884 je Degas naredil portret v olju Mary Cassatt sedi, držeč karte. Avtoportret iz okoli leta 1880 jo upodablja v enakem klobuku in obleki, zaradi česar Griselda Pollock razmišlja, da sta ju naredila v prvih letih njunega poznanstva.
Cassattova in Degas sta najbolj tesno sodelovala jeseni in pozimi 1879–80, ko je ona izmojstrila svojo tehniko grafike. Degas je imel v lasti majhno tiskarno, čez dan pa je v njegovem ateljeju delala z njegovimi orodji in stiskalnico, medtem ko je naslednji dan delala študije za jedkanico. Vendar se je Degas aprila 1880 nenadoma umaknil iz tiskanega časopisa. Degasov umik je zasul Cassattovo, ki se je zelo potrudila pri pripravi tiska In the Opera Box, v veliki izdaji petdeset prikazov, brez dvoma namenjen reviji. Čeprav so njeni topli občutki do Degasa trajali celo življenje, z njim nikoli več ni sodelovala tako tesno, kot v časopisu. Mathews ugotavlja, da je v tem času prenehala slikati svoje gledališke prizore.
Degas je bil v svojih pogledih iskren, prav tako tudi Cassattova. Spopadla sta se zaradi afere Dreyfus (v zgodnji karieri je upodobila portret zbiratelja umetnosti Moyseja Dreyfusa, sorodnika poročnika, ki je bil v središču afere). Cassattova je kasneje izrazila zadovoljstvo nad ironijo skupne razstave Lousine Havermeyer iz leta 1915 in Degasovega dela v pomoč ženskim volilnim pravicam, ki so enako sposobne ljubeče ponavljati Degasove ženstvene komentarje. Od 1890-ih dalje je njuno razmerje prevzel izrazito komercialni vidik

## Poznejše obdobje
Cassattin ugled temelji na obsežni seriji rigorozno narisanih in nežno nadzorovanih slik in odtisov na temo matere in otroka. Najstarejše delo na to temo narejeno v tehniki suhe igle je Gardner Held by His Mother (v New Yorški javni knjižnici je bil vtis napisan "Jan / 88"), čeprav je na to temo naslikala nekaj prejšnjih del. Nekatera od teh del prikazujejo njene lastne sorodnike, prijatelje ali stranke, čeprav je v poznejših letih na splošno uporabljala profesionalne modele v kompozicijah, ki pogosto spominjajo na italijanske renesančne upodobitve Madone in otroka. Po letu 1900 se je skoraj izključno osredotočila na matere in otroka.
Leta 1890 so bila Cassattova najbolj zaposlena in njeno najbolj ustvarjalno obdobje. Precej je dozorela in postala bolj diplomatska v svojem mnenju. Postala je tudi vzor mladim ameriškim umetnikom, ki so iskali njen nasvet. Med njimi je bila Lucy A. Bacon, ki jo je Cassattova predstavila Camillu Pissarroju. Čeprav se je impresionistična skupina razšla, je Cassattova še vedno imela stike z nekaterimi člani, vključno z Renoirom, Monetom in Pissarrojem.
Leta 1891 je razstavila vrsto izvirnih barvnih odtisov v suhi igli in akvatinti, med drugim Woman Bathing in The Coiffure, ki so jih navdihnili japonski mojstri, prikazani v Parizu leto poprej. Cassattovo je pritegnila preprostost in jasnost japonskega oblikovanja ter spretna uporaba barvnih blokov. V svoji interpretaciji je uporabljala predvsem lahke, nežne pastelne barve in se izogibala črni ('prepovedani' barvi med impresionisti). Adelyn D. Breeskin, najpomembnejše zgodovinarke in avtorice dveh kataloških dokumentov dela Cassattove ugotavlja, da ti barvni natisi »zdaj predstavljajo njen najbolj izviren prispevek ... in doda novo poglavje zgodovini grafike ... tehnično kot barvni odtisi niso bili nikoli preseženi«.{sfn|McKown|1972|pp=124–126}}
Tudi leta 1891 se je poslovna ženska iz Čikaga Bertha Palmer obrnila na Cassattovo, da bi naslikala mural Moderna ženska, velik 12' × 58', za žensko stavbo za World's Columbian Exposition, ki je potekala leta 1893. Cassattova je projekt zaključila v naslednjih dveh letih, medtem ko je živela v Franciji z materjo. Freska je bila zasnovana kot triptih. Osrednja tema je bila z naslovom Mlade ženske, ki trgajo sadje znanja ali znanosti. Na levi plošči so bila  Mlada dekleta, ki si prizadevajo za slavo, na desni pa Umetnost, glasba, ples. Freska prikazuje skupnost žensk v odnosu do moških, kot dovršene osebe v njihovih pravicah. Palmerjeva je menila, da je Cassattova ameriški zaklad in si ne bi mogla misliti, da bi kdo boljši, da bi naslikal fresko na razstavi, ki naj bi obrnila pozornost sveta usmerila na položaj žensk. Žal mural po končani razstavi, ko je bila stavba porušena, ni preživel. Cassattova je naredila več študij in slik na teme, podobne tistim na freski, zato je mogoče videti njen razvoj teh idej in podob. Na razstavi je razstavila tudi druge slike.
Ko je prišlo novo stoletje, je Cassattova služila kot svetovalka več zbiralcem umetnin in določila, da na koncu svoje nakupe podarijo ameriškim muzejem umetnosti. Kot priznanje za njen prispevek k umetnosti ji je Francija leta 1904 podelila nagrado Légion d'honneur. Kljub temu, da je svetovala ameriškim zbiralcem, je priznanje njene umetnosti v ZDA prihajalo počasneje. Tudi med družinskimi člani v Ameriki je dobila malo priznanja in jo je njen slavni brat, Aleksander Cassatt, predsednik Pensilvanskih železnic od leta 1899 do svoje smrti leta 1906, popolnoma zasenčil.
Bila je pretresena, kot že od nekdaj, a še naprej je bila zelo uspešna v letih do leta 1910. Vedno večja sentimentalnost se kaže v njenem delu iz 19. stoletja; njeno delo je bilo priljubljeno pri javnosti in kritikih, vendar ni več prelomila novih temeljev in njeni kolegi iz časa impresionizma, ki so ji nekoč dajali spodbudo in kritiko, so umirali. Bila je sovražna takšnemu novemu razvoju umetnosti kot postimpresionizem, fauvizem in kubizem. Dve njeni deli sta se pojavili v leta 1913 na mednarodni razstavi moderne umetnosti, obe sliki Matere in otrok.
Izlet v Egipt leta 1910 je Cassattovo navdušil nad lepoto njegove starodavne umetnosti, vendar je sledila kriza ustvarjalnosti; ne samo, da jo je potovanje izčrpalo, ampak je izjavila, da je »zdrobljena z močjo te umetnosti«, rekoč: »Borila sem se proti njej, toda zmagala je. To je zagotovo največja Umetnost, ki nam jo je zapustila preteklost ... kaj so moje slabokrvne roke, da bi kdaj naslikale tak učinek«.[73] Z diagnozo sladkorne bolezni, revmatizma, nevralgije in katarakte leta 1911 se ni upočasnila, a po letu 1914 je bila prisiljena prenehati slikati, saj je postala skoraj slepa.
Cassattova je umrla 14. junija 1926 v Château de Beaufresne, blizu Pariza, pokopana pa je bila v družinski grobnici v Le Mesnil-Théribusu v Franciji.
- Hiša an rue de Marignan v Parizu, kjer je Mary Cassatt živela od leta 1887 do smrti.
- Spomenik na fasadi rue de Marignan 10.

## Zapuščina
- Mary Cassatt je navdihnila številne kanadske umetnice, ki so bile članice skupine Beaver Hall.
- SS Mary Cassatt je bila ladja v drugi svetovni vojni, splavljena 16. maja 1943.
- Četverica mladih godalnih glasbenikov Juilliard je leta 1985 ustanovila ženski kvartet Cassatt, imenovan v čast slikarki. [75] Leta 2009 je nagrajena skupina posnela godalni kvartet št. 1–3 (Cassatt String Quartet) skladatelja Dana Welcherja; 3. kvartet na albumu je bil napisan po navdihu z delom Mary Cassatt.
- Leta 1966 je na ameriški poštni znamki reproducirana Cassattina slika Čolnarjenje. Kasneje jo je poštna služba Združenih držav Amerike odlikovala s poštno znamko za 23 centov, Velike serije  ameriških znamk.
- Leta 1973 so Cassattovo postavili v Nacionalno žensko dvorano slavnih.
- Leta 2003 so bile reproducirane štiri njene slike – Mlada mati (1888), Otroci, ki se igrajo na plaži (1884), Na balkonu (1878/79) in Otrok s slamnatim klobukom (okoli 1886) na tretji številki v seriji znamk American Treasures.
- 22. maja 2009 jo je v znak priznanja za njen rojstni dan odlikoval Google Doodle.
- Cassattine slike so bile prodane za kar 4 milijone dolarjev, rekordna cena 4.072.500 ameriških dolarjev je bila leta 1996 postavljena v Christie's v New Yorku za sliko V loži.
- Javni vrt v Parizu je v spomin poimenovan Jardin Mary Cassatt [82] v 12. okrožju francoske prestolnice.

## Galerija
- Portret Madame Sisley (1873)
- V loži (1879)
- Lydia se naslanja na roke, sede v loži (1879)
- Miss Mary Ellison (1880)
- Španski bezek na oknu (1879)
- Otroci na plaži (1884)
- Mlado dekle ob oknu (c. 1883–1884), National Gallery of Art
- Gospa ob čajni mizi (1883-1885), Metropolitan Museum of Art
- Otrok s slamnikom (1886)
- Maternité (1890), pastel
- Varuška bere deklici (1895), pastel
- Ženska v rdečem bodiju in njen otrok  (c. 1896), Brooklyn Museum
- Rožnato krilo (1898), pastel
- Madame Gaillard in njena hči Marie-Thérèse (1899), pastel, Reynolda House Museum of American Art
- Jules Being Dried z materjo (1900)
- Mlada ženska v zelenem, zunaj na soncu (1914)
- Pomerjanje (c. 1890), suha igla in akvatinta, Brooklyn Museum
- Toreador (1873), olje na platnu, Clark Art Institute